# Сафронов, Олег Александрович (футболист)
Оле́г Алекса́ндрович Сафро́нов (род. 24 февраля 1967, Воронеж, СССР) — советский и российский футболист, защитник.

## Биография
Воспитанник воронежской ДЮСШОР-15. С 1983 года выступал за дубль «Факела», в том числе в 1985 году — в первенстве дублёров высшей лиги. В основном составе «Факела» играл в 1984 году в матчах Кубка СССР, а в чемпионате страны дебютировал в 1986 году в первой лиге, проведя за неполный сезон три матча.
В ходе сезона 1986 года перешёл в клуб второй лиги брянское «Динамо», затем играл за «Химик» (Семилуки) и «Буран» (Воронеж). Был основным игроком команд, до распада СССР успел сыграть около 200 матчей во второй лиге. Входил в состав сборной РСФСР.
В 1992 году вернулся в «Факел». Дебютировал в высшей лиге России 29 марта 1992 года в игре против «Уралмаша». Сыграл все 30 матчей «Факела» в сезоне, однако не смог помочь команде удержаться на высшем уровне. В 1993 году провёл 36 матчей, однако команда покинула и первую лигу.
В середине 1990-х годов выступал за тульский «Арсенал» и подмосковный «МЧС-Селятино». В 1998 году ненадолго вернулся в «Факел», сыграл один матч в первом дивизионе и одну игру в Кубке России. В конце карьеры несколько лет выступал за «Локомотив» (Лиски).
После окончания карьеры живёт и работает в Воронеже.

## Достижения
- Победитель зоны «Запад» Второй лиги: 1994